# Christian Mehlis

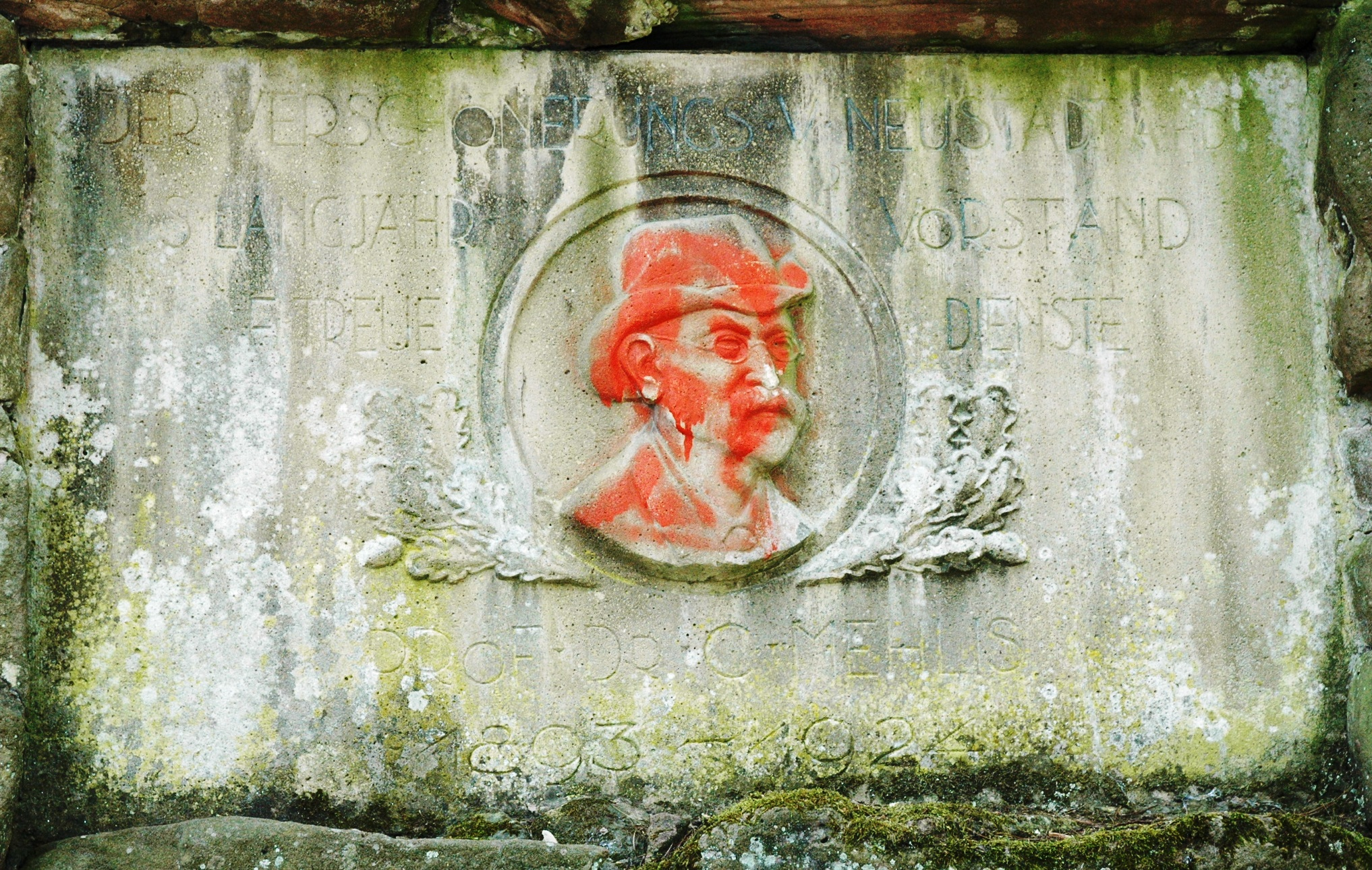
Gedenkstein von Christian Mehlis in Neustadt mit Vandalismus-Spuren

Der Gymnasialprofessor Christian Gustav Mehlis (* 28. April 1850 in Herschberg; † 2. April 1933 in Neustadt an der Haardt) war ein Pädagoge und Historiker, der sich bevorzugt mit der Geschichte der Pfalz befasste.

## Ausbildung
Mehlis, Sohn des Pfarrers Gustav Adolf Mehlis (1807–1853), studierte nach dem Abitur in Erlangen, Leipzig und München Philologie und Altertumskunde. Während seines Studiums wurde er im Wintersemester 1867/68 Mitglied der Burschenschaft Germania Erlangen.

## Beruf und wissenschaftliche Betätigung
Bereits 1874/75 als Student machte Mehlis auf sich aufmerksam, als er erstmals den keltischen Ringwall Heidenmauer bei Dürkheim untersuchte. Nach dem Studienabschluss wirkte er ab 1881 als Lehrer an der Lateinschule Dürkheim, ab 1892 war er in Neustadt an der Haardt, heute Neustadt an der Weinstraße, als Lehrer für Geschichte und Alte Sprachen am Humanistischen Gymnasium tätig, dem heutigen Kurfürst-Ruprecht-Gymnasium. Zudem amtierte er von 1893 bis 1924 Vorsitzender des Verschönerungsvereins in Neustadt und promovierte auch. Über seine geschichtlichen und geologischen Studien schrieb er mehr als zwei Dutzend Bücher.
Mehlis’ Privatbibliothek mit etwa 3000 Bänden wurde in den Bestand der Pfälzischen Landesbibliothek Speyer übernommen. Dagegen ist die aus seiner geologischen Privatsammlung hervorgegangene Geologische Bezirkssammlung Neustadt an der Haardt mit den fast 3000 Belegstücken der regionalen Erdgeschichte seit Mehlis’ Tod verschollen. Sie galt als eine der größten geologischen Regionalsammlungen der Pfalz, womöglich sogar ganz Bayerns, zu dem die Pfalz damals gehörte.

## Werke (Auswahl)
- Die Grundidee des Hermes vom vergleichenden mythologischen Standpunkt. 2 Teile, Erlangen 1875–77.
- Studien zur ältesten Geschichte der Rheinlande. Heft 1–15, Duncker & Humblot, Leipzig 1875–1904 (Digitalisat).
- Der Rhein und der Strom der Cultur. 3 Teile, Berlin 1876–79. 1879 (Digitalisat).
- Im Nibelungenland. Mythologische Wanderungen. Stuttgart 1877.
- Fahrten durch die Pfalz. Historische Landschaftsbilder. Augsburg 1877.
- Materialien zur Vorgeschichte der Menschen im östlichen Europa. Mit A. Kohn, 2 Bände, Jena 1878–79.
- Bilder aus Deutschlands Vorzeit. Jena 1879.
- Von den Burgen der Pfalz. Verlag Lorenz, Freiburg i. Br. 1902. (Digitalisat).
- Landes- und Provinzialgeschichte (Heft 16). 4. Aufl. Voigtländer, Leipzig 1903 (Digitalisat).
- Der Pfälzerwald. 1915.
- Das geologische Bild von Neustadt a. d. H. und Umgebung. Verlag Berlet & Cie., Neustadt a. d. H. 1924.